# Musíme si pomáhat
Musíme si pomáhat é um filme de drama tcheco de 2000 dirigido e escrito por Jan Hřebejk. Foi indicado ao Oscar de melhor filme estrangeiro na edição de 2001, representando a República Tcheca.

## Elenco
- Bolek Polívka - Josef Cízek
- Anna Šišková - Marie Cizková[2]
- Csongor Kassai - David Wiener
- Jaroslav Dušek - Horst Prohaska
- Martin Huba - Dr. Albrecht Kepke
- Jiří Pecha - Frantisek Simácek
- Simona Stašová - Libuse Simácková
- Vladimir Marek - SS Officer
- Richard Tesařík - Captain
- Karel Heřmánek - Captain